# Center (Texas)
Center is een plaats (city) in de Amerikaanse staat Texas en valt bestuurlijk gezien onder Shelby County.

## Demografie
Bij de volkstelling in 2000 werd het aantal inwoners vastgesteld op 5678.
In 2006 is het aantal inwoners door het United States Census Bureau geschat op 5805, een stijging van 127 (2,2%).

## Geografie
Volgens het United States Census Bureau beslaat de plaats een oppervlakte van
16,1 km², waarvan 16,1 km² land. Center ligt op ongeveer 99 m boven zeeniveau.

## Plaatsen in de nabije omgeving
De onderstaande figuur toont nabijgelegen plaatsen in een straal van 28 km rond Center.